# Norm Crosby
Norman Lawrence Crosby (* 15. September 1927 in Dorchester, Boston, Massachusetts; † 7. November 2020 in Los Angeles, Kalifornien), oft auch The Master of Malaprop (deutsch Meister des Malapropismus) genannt, war ein manchmal mit dem Borscht Belt in Zusammenhang gebrachter US-amerikanischer Komiker.

## Leben
Sein Vater war John Crosby, seine Mutter Ann Lansky.
1968 wurde er Co-Moderator der NBC-Sommerserie The Beautiful Phyllis Diller Show. Im Jahr 1974 war er Co-Gastgeber der kanadischen Fernsehserie Everything Goes. Von 1978 bis 1981 moderierte Crosby die landesweit ausgestrahlte Serie The Comedy Shop, auch bekannt als Norm Crosby Comedy Shop. Ab 1983 war Crosby Co-Gastgeber des jährlichen Benefizkonzerts Jerry Lewis MDA Labor Day Telethon. Er hat einen Stern auf dem Hollywood Walk of Fame bei 6560 Hollywood Boulevard, Los Angeles.
Er heiratete am 1. November 1966 Joan Crane Foley und hatte mit ihr zwei Söhne.